# Fuertesia domingensis
Fuertesia domingensis là một loài thực vật có hoa trong họ Loasaceae. Loài này được Urb. mô tả khoa học đầu tiên năm 1911.